# Gare centrale de Lund
La gare centrale de Lund (en suédois Lunds centralstation) ou plus simplement Lund C est la principale gare de Lund, dans le Sud de la Suède.

## Situation ferroviaire
La gare est une nœud ferroviaire. Elle est située sur la Södra stambanan, permettant de rejoindre vers le sud Malmö, ainsi que Copenhague et Elseneur au Danemark via l'Øresundsbron, et Linköping, Norrköping et Stockholm vers le nord. C'est aussi le point de départ de la Västkustbanan vers Helsingborg et Göteborg.

## Histoire
Le bâtiment de la gare fut construit dans les années 1850 sous la direction d'un architecte danois inconnu (peut-être Carl Ferdinand Rasmussen). La gare ne fut prête qu'en 1858, soit deux ans après l'ouverture de la ligne vers Malmö, lors de l'extension de la ligne Södra stambanan jusqu'à Höör. Une première extension du bâtiment eut lieu entre 1872 et 1875 selon les plans de Adolf Wilhelm Edelsvärd, puis une seconde entre 1923 et 1926 par Folke Zettervall. Durant cette rénovation, un passage souterrain fut ajouté pour accéder aux voies. Dans les années 1990, il fut secondé par une passerelle au nord de la gare. Le vieil entrepôt à proximité fut rénové en même temps, et abrite maintenant entre autres le parking à vélo surveillé Lundahoj, de 780 places. En 2001, une nouvelle gare moderne fut construite côté ouest.
Le monument est classé monument historique depuis 1972. Il est géré depuis 2001 par Jernhusen.

## L'auberge de jeunesseTåget
Sur une voie désaffectée à l'ouest de la gare se trouve de façon permanente depuis 1989 un train de nuit, avec des voitures-couchettes. Il est utilisé comme auberge de jeunesse par l'association Svenska Turistföreningen. Elle possède 108 lits, répartis dans 36 compartiments.
Cependant, la commune souhaitait utiliser cet espace pour construire un bâtiment et le train quitta donc la gare en 2012 et confié à une association de passionnés de trains.